# 佐藤奈々美
佐藤 奈々美（さとう ななみ、1996年8月1日 - ）は、日本の女子バスケットボール選手である。北海道函館市出身。バスケットボール女子日本リーグの日立ハイテク クーガーズ所属。ポジションはCF。

## 来歴
札幌山の手高では、インターハイ・国体・ウインターカップに出場。
2015年、トヨタ紡織サンシャインラビッツに加入。
2019年、女子日本代表候補に選出。
2020年オフ、日立ハイテク クーガーズへ移籍。

## 経歴
- 札幌山の手高 - トヨタ紡織（2015年〜2020年） - 日立ハイテク（2020年〜）